# Јово Павић
Јово Павић (Ведро Поље, код Петровца, 8. фебруар 1917 — Београд, август 2011) био је учесник Народноослободилачке борбе, генерал-мајор ЈНА и носилац Партизанске споменице.

## Биографија
Јово Павић је рођен 8. фебруара 1917. године у Ведром Пољу, код Петровца, од оца Ђуре. Потиче из земљорадничке породице. Прије рата био је приватни службеник. Још у то вријеме бивао је хапшен и затваран због својих револуционарних и синдикалних активности.
Одмах после окупације Југославије укључио се у припреме за оружани устанак. 27. јула 1941. Био је међу првим борцима у устанку. Од првих дана учествовао је у устаничким и герилским акцијама. По формирању колунићког устаничког одреда „Осјеченица”, изабран је за команданта, а потом за политичког комесара овог одреда, да би након краћег времена поново преузео дужност команданта. Након формирања чете коју су чинили устаници Колунића, Меденог Поља и Бјелаја, изабран је за политичког комесара чете, док је за командира изабран Светко Качар, а са замјеника командира Драго Ђукић. У КПЈ је примљен 1941.
У рату је био командант батаљона „Соко”, Другог (рибничког) батаљона Седме крајишке бригаде. Био је начелник штаба 39. крајишке дивизије НОВЈ од њеног формирања, па до краја рата. Послије рата био је начелник штаба корпуса.
Завршио је Вишу војну академију и курс оператике ЈНА. Унапређен је у чин генерал-мајора. Активна служба у ЈНА престала му је 1973. године. О својим ратним искуствима писао је у зборнику сјећања Петровац у НОБ.
Одликован је више пута разним одликовањима. Носилац је Партизанске споменице1941, као и Ордена партизанске звијезде.
Умро је у Београду у августу 2011. године.